# AsiaWorld-Arena
Die AsiaWorld–Arena (chinesisch 亞洲國際博覽館1號展館 / 亚洲国际博览馆1号展馆, Pinyin Yàzhōu Guójì Bólǎnguǎn–Yīhào Zhǎnguǎn, Jyutping Aa3zau1 Gwok2zai6 Bok3laam5gun2–Jat1hou6 Zin2gun2, englisch AsiaWorld-Arena – Hall 1) ist die Haupthalle der AsiaWorld-Expo, ein Veranstaltungs- und Messezentrum in Hongkong. Die stützenfreie Halle hat eine Fläche 10.880 m² und eine lichte Deckenhöhe von 19 Meter und bietet Platz für max. 14.000 Personen (Steh- und Sitzplätze). Sie dient als Veranstaltungsort für Großveranstaltungen aus verschiedensten Bereiche wie Sport, Unterhaltung, Wirtschaft und Politik.

## Geschichte und Nutzung
Die Mehrzweckhalle wurde Mitte der 2000er Jahre als Teilgebäude der AsiaWorld-Expo-Veranstaltung erbaut und liegt mit seiner guten Verkehrsanbindung in direkter Nähe des Hong Kong International Airport auf der Insel Chek Lap Kok. Eröffnet wurde die Halle am 21. Dezember 2005 von Donald Tsang, dem damaligen Chef der Sonderverwaltungszone Hongkongs.
Mit einer Zuschauerkapazität von maximal 20.000 Personen (Stehplätze) ist die AsiaWorld–Arena die größte Veranstaltungshalle der Sonderverwaltungszone und überholte damit das Hong Kong Coliseum. Das Gebäude wird oft für Großveranstaltungen wie Konzerte genutzt. So traten hier Künstlergrößen aus Asien wie beispielsweise Jacky Cheung, Faye Wong, Ayumi Hamasaki, Shinee, Yui und Girls’ Generation sowie internationale Stars wie Madonna, Britney Spears, Kylie Minogue, Eric Clapton, Linkin Park, Coldplay u. v. a. auf.